# Jacques de Vitry
Jacques de Vitry či Jakub z Vitry (latinsky Jacobus de Vitriaco; 1160/1170 – 1240 Řím) byl francouzský teolog, historik, biskup a křižácký kazatel. Patřil mezi vlivné osobnosti křesťanství 13. století a zanechal po sobě rozsáhlé literární dílo, které je významným zdrojem informací o křížových výpravách i náboženském a kulturním životě této doby.

## Život a vzdělání
O raném životě Jacquese de Vitry se nedochovalo mnoho zdrojů. Stejně jako rok, není známé ani přesné místo jeho narození. Narodil se ve střední Francii, pravděpodobně ve městě Vitry, podle kterého získal své přízvisko – v úvahu připadá Vitry-sur-Seine, Vitry-en-Perthois či Vitry-le-François. Další zdroj jako možné rodiště uvádí město Argenteuil.
Studoval teologii na Pařížské univerzitě. Během svých studií, která barvitě popsal ve svém díle, se seznámil s řeholí sv. Augustina. V té době se rovněž dozvěděl o bekyni Marii z Oignies, proslulé svým hluboce duchovním, asketickým životem. Okolo roku 1208 opustil Paříž, aby se s ní mohl setkat. Spřátelili se spolu a na Mariin popud se roku 1210 vrátil do Pařiže, kde byl vysvěcen na kněze. Po následném návratu do Oignies odsloužil svou ji první mši a tamtéž vstoupil do řádu místních řeholních kanovníků. Marie ho nadále podporovala – zejména ve veřejném kázání. Jejich přátelství trvalo až do její smrti v roce 1213. Krátce nato napsal na žádost biskupa Fulka z Toulouse knihu o jejím životě.

## Kazatelská a duchovní činnost
Díky svému nadání a přátelství s Fulkem z Toulouse se stal Jacques de Vitry jedním z nejvýznamnějších kazatelů křížové výpravy proti albigenským. Při kazatelských cestách se mu dařilo rekrutovat nové křižáky na území dnešního Německa, na severu a později i na jihu Francie.
Pověst o jeho kazatelských úspěších se postupně šířila na východ, kde si Jacquese de Vitry povšimlo latinské duchovenstvo města Akkonu, přičemž si ho roku 1214 zvolili za svého biskupa. Po vysvěcení na biskupa papežem Honoriem III. v roce 1216 se tak z Říma vydal na dlouhou a bouřlivou cestu do Svaté země.
Po prvotním rozčarování ze zkaženosti Akkonu a jeho obyvatel se Jacques opět naplno pustil do kazatelské práce. Po úspěchu v Akkonu ho postupně oslovovala další zejména námořní města, kde se mu dařilo ke křesťanství přesvědčovat i místní saracénské obyvatelstvo.
Byl také aktivním účastníkem páté křížové výpravy do Egypta. Zúčastnil se úspěšného obléhání přístavního města Damietta v letech 1218–1219. V Damiettě pak vykupoval a křtil místní děti, přičemž je předával ke svým přátelům do křesťanské výchovy. V roce 1221 město Damietta znovu dobyli Saracéni a Jacques se vrátil do Akkonu.
Po neúspěchu křížové výpravy se rozhodl rezignovat na svůj post biskupa. Po dlouhých jednáních mu papež Řehoř IX. v roce 1227 dovolil odstoupit a Jacques odjel zpět do Evropy. Po svém návratu pokračoval v severní Francii v kázání proti albigenským. O rok později byl jmenován kardinálem Tuskula.

## Závěr života a smrt
Poslední léta svého života strávil Jacques de Vitry ve vysoké politice jako prostředník císaře Svaté říše římské Fridricha II. Štaufského a svého přítele, papeže Řehoře IX., což dosvědčuje Jacquesovo jméno v bezpočtu papežských dokumentů. Ještě v roce 1239 byl zvolen latinským jeruzalémským patriarchou – tuto volbu však papež zamítl. Hned následujícího roku, v květnu 1240, pravděpodobně v Římě, Jacques de Vitry zemřel. Jeho tělo bylo roku 1241 přesunuto do Oignies.

## Dílo

### Historické
- Vita Beatae Mariae Oigniacensis
- Historia orientalis et occidentalis
- Historia oocidentalis
- Historia Hierosolymitana
- Dopisy

### Kázání
- Sermones de tempore
- Sermones vulgares